# Żeby nie było śladów (film)
Żeby nie było śladów – polityczny dramat filmowy z 2021 roku w reżyserii Jana P. Matuszyńskiego, zrealizowany w koprodukcji polsko-francusko-czeskiej na podstawie reportażu Cezarego Łazarewicza Żeby nie było śladów. Sprawa Grzegorza Przemyka. Film odtwarza przebieg wydarzeń wokół śmierci Grzegorza Przemyka, zakatowanego przez milicjantów maturzysty, którego śmierć w 1983 roku oburzyła opinię publiczną i zmusiła władze komunistyczne do wszczęcia sfingowanego procesu. Film koncentruje się na postaciach Jurka Popiela (Tomasz Ziętek), kolegi Przemyka w charakterze świadka zdarzeń, oraz opłakującej śmierć syna poetki Barbary Sadowskiej (Sandra Korzeniak).
Żeby nie było śladów zebrał umiarkowane recenzje polskich krytyków; jako zalety wskazywano staranną inscenizację i grę obsady aktorskiej, krytykowano jednak nadmierną długość filmu i zbyt dosłowne przeniesienie na ekran prozy Łazarewicza. Widownia polska natomiast przyjęła film jednoznacznie pozytywnie, oceniając go jako wybitny. Film był prezentowany na 78. Międzynarodowym Festiwalu Filmowym w Wenecji, gdzie otrzymał nominację do Złotego Lwa i nagrodę Bisato d’Oro. Był też wielokrotnie nagradzany w Polsce, zdobywając np. Srebrne Lwy za reżyserię na Festiwalu Polskich Filmów Fabularnych i Telekamerę dla produkcji roku; wyróżniano także scenografię Pawła Jarzębskiego. Na rozdaniu Polskich Nagród Filmowych Żeby nie było śladów został nominowany w 12 kategoriach, ale statuetkę Orła zdobył jedynie odtwarzający drugoplanową rolę męską Jacek Braciak. Film został zgłoszony jako kandydat do Oscara dla najlepszego filmu międzynarodowego, ale nie znalazł się w ścisłym gronie nominowanych do nagrody.

## Fabuła

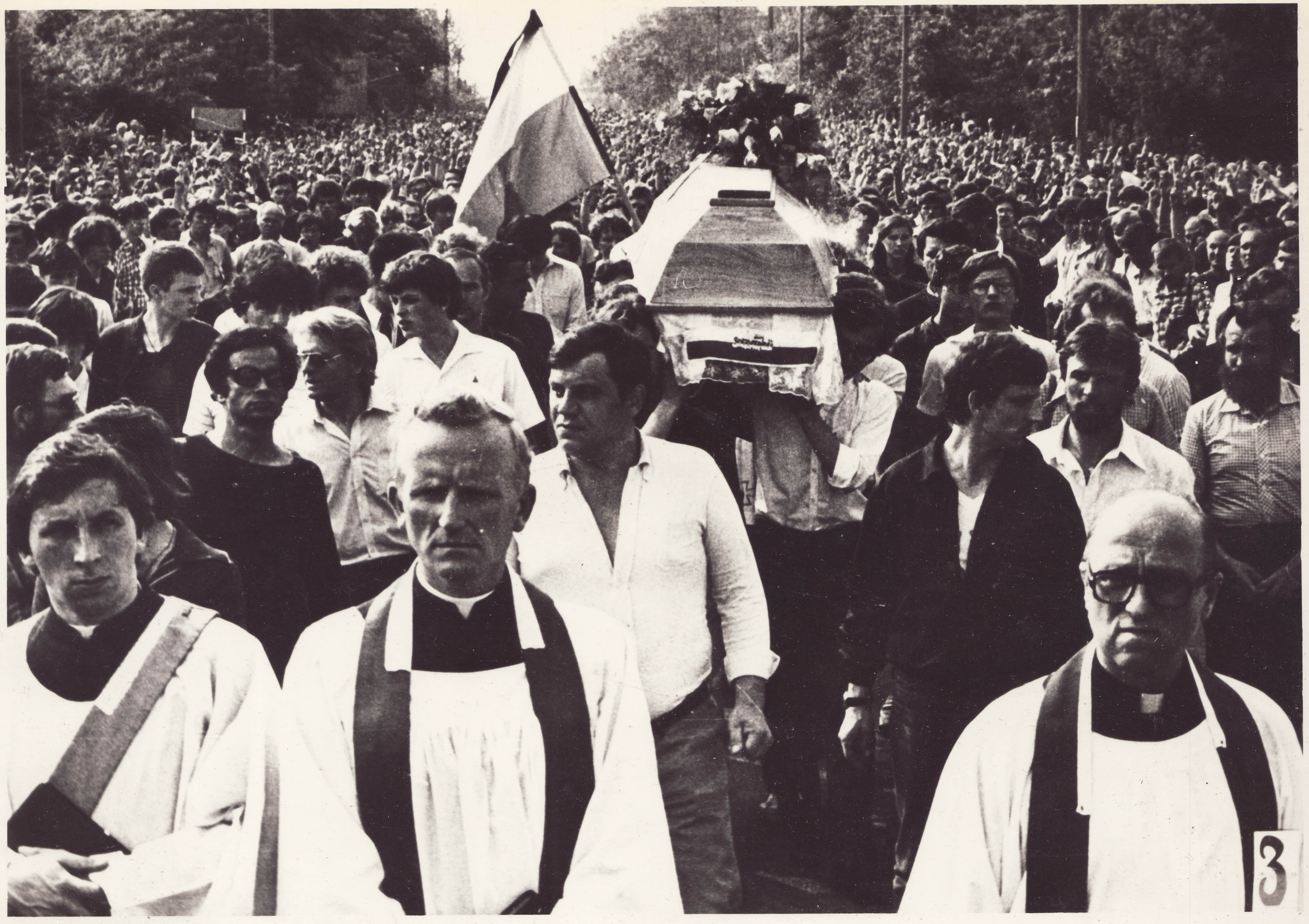
Fotografia konduktu żałobnego z trumną Grzegorza Przemyka do Cmentarza Powązkowskiego w Warszawie. Śmierć Przemyka oburzyła polską opinię publiczną, a msza poprzedzająca kondukt zgromadziła tłumy

Akcja filmu rozpoczyna się w maju 1983 roku. Gdy Grzegorz Przemyk wraz z kolegą Jurkiem Popielem na placu Zamkowym w Warszawie świętują zdaną maturę, zostają zatrzymani przez funkcjonariuszy Milicji Obywatelskiej. Ponieważ nie mają przy sobie dokumentów, zostają przewiezieni do komisariatu MO. Popiel za stawianie się milicji zostaje dotkliwie pobity pałką, a Przemyka funkcjonariusze dodatkowo kopią w brzuch, na polecenie milicjanta Arkadiusza Denkiewicza: „kopcie tak, żeby nie było śladów”. Po dwóch dniach od pobicia Przemyk umiera w konwulsjach, ku rozpaczy swej matki Barbary Sadowskiej. Pomocy Sadowskiej oraz Jurkowi (który zostaje ukryty przed represjami MO) udzielają działacze zdelegalizowanej w trakcie stanu wojennego opozycyjnej „Solidarności”; mszę w intencji ofiary Przemyka odprawia ksiądz Jerzy Popiełuszko, a zeznania Jurka zostają spisane dzięki wstawiennictwu niezależnego adwokata oraz podane do wiadomości mediom zagranicznym, w wyniku czego władze komunistyczne nie mogą zbagatelizować sprawy. Minister spraw wewnętrznych, generał Czesław Kiszczak, ku aprobacie Biura Politycznego KC PZPR zleca sfingowane śledztwo w sprawie okoliczności śmierci Przemyka.
Na przesłuchaniu Jurek Popiel wśród milicjantów rozpoznaje i wskazuje dwóch sprawców pobicia Przemyka ze skutkiem śmiertelnym, a Sadowska występuje jako oskarżycielka posiłkowa w procesie. Służba Bezpieczeństwa dostaje jednak zadanie zdyskredytowania Popiela i Sadowskiej, a Kiszczak forsuje zmyśloną wersję wydarzeń, wedle której za śmierć Przemyka odpowiadaliby sanitariusze, którzy zawieźli go do szpitala. Znacząco pogarszają się relacje Popiela z rodzicami; bezpieka skłóca głównego świadka wydarzeń z jego ojcem Tadeuszem, milicjantem po służbie w Ludowym Wojsku Polskim. Prokurator generalny Franciszek Rusek, protestujący przeciwko matactwu w śledztwie, zostaje odsunięty od sprawy na rzecz Wiesławy Bardon. Po torturach, zastraszeniu i dokładnych instrukcjach, co ma zeznać, jeden z sanitariuszy, Wysocki, decyduje się wystąpić w charakterze oskarżonego. Sadowska, nie wierząc w uczciwy przebieg procesu, pod wpływem szantażu ze strony Tadeusza Popiela wycofuje ostatecznie swój akt oskarżenia. Namawia jednak Jurka, by ten zeznawał zgodnie z własnym sumieniem, jako człowiek dorosły. Jurek, konfrontacyjnie przesłuchiwany na sali sądowej, ze względu na trzymanie się prawdziwej wersji wydarzeń traci status świadka. Ostatnia scena filmu przedstawia oświadczenie medialne Sadowskiej, która łamiącym się głosem domaga się sprawiedliwości.

## Obsada
Źródło: Filmpolski.pl

- Sandra Korzeniak jako Barbara Sadowska, matka G. Przemyka
- Tomasz Ziętek jako Jurek Popiel
- Jacek Braciak jako Tadeusz Popiel, ojciec Jurka
- Agnieszka Grochowska jako Grażyna Popiel, matka Jurka
- Robert Więckiewicz jako generał Czesław Kiszczak
- Tomasz Kot jako Kowalczyk
- Aleksandra Konieczna jako prokurator Wiesława Bardon
- Sebastian Pawlak jako sanitariusz Wysocki
- Andrzej Chyra jako sekretarz Mirosław Milewski
- Adam Bobik jako ksiądz Jerzy Popiełuszko
- Michał Żurawski jako pułkownik Kmiecik
- Bartłomiej Topa jako Zbigniew Łyko
- Mateusz Górski jako Grzegorz Przemyk
- Mikołaj Grabowski jako prokurator generalny Franciszek Rusek
- Tomasz Dedek jako generał Wojciech Jaruzelski
- Kazimierz Wysota jako Gładysz
- Dariusz Chojnacki jako Maciej Bednarkiewicz

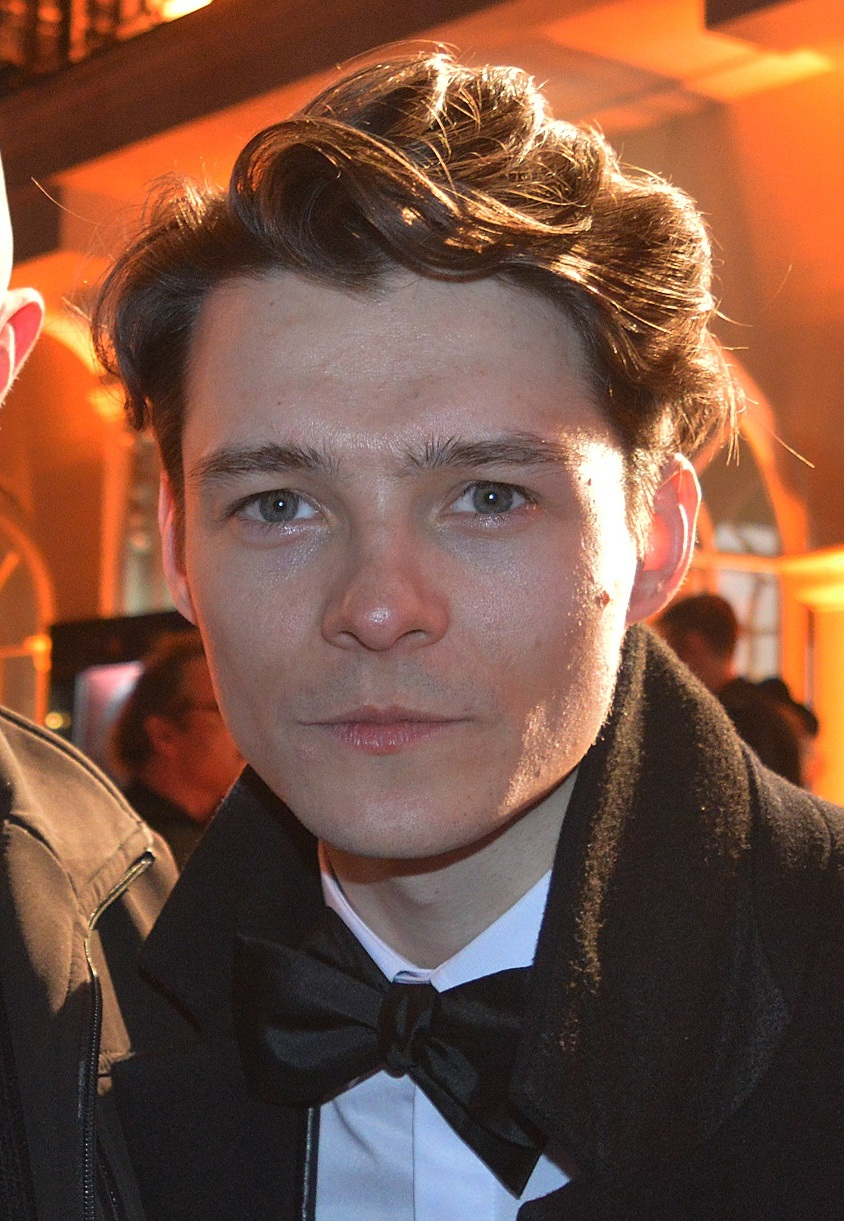
Tomasz Ziętek
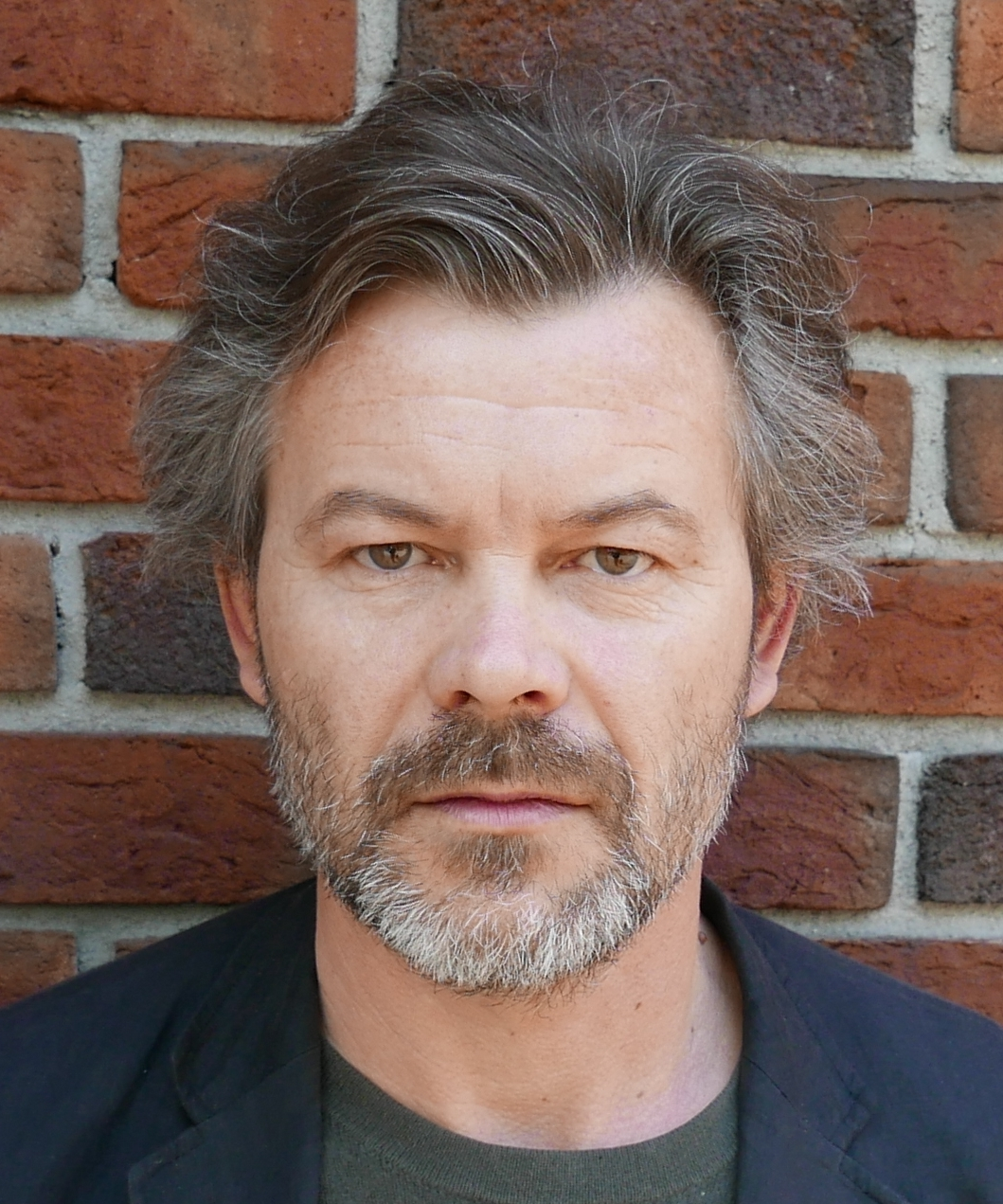
Jacek Braciak
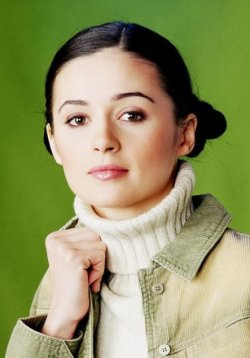
Agnieszka Grochowska
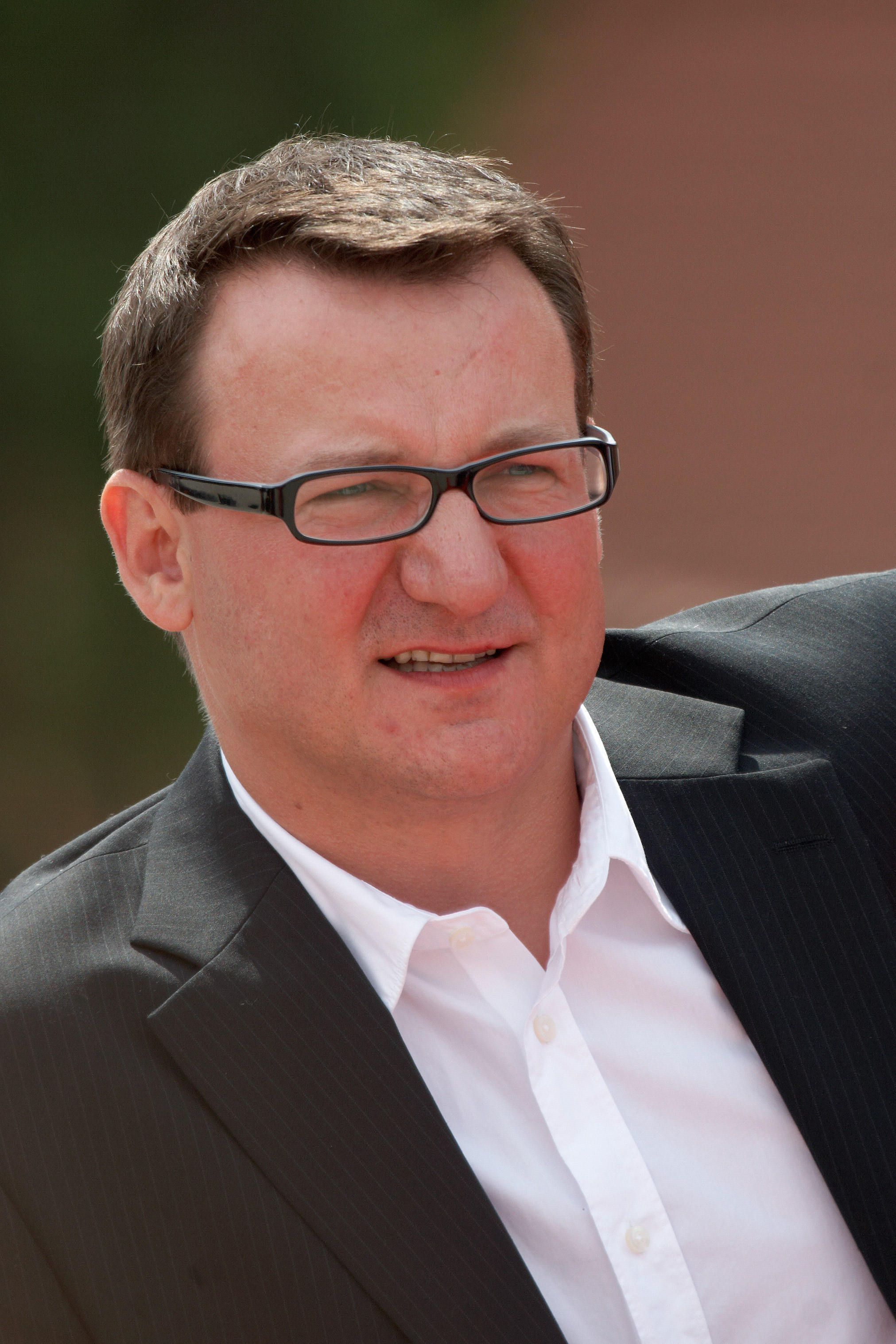
Robert Więckiewicz

## Produkcja

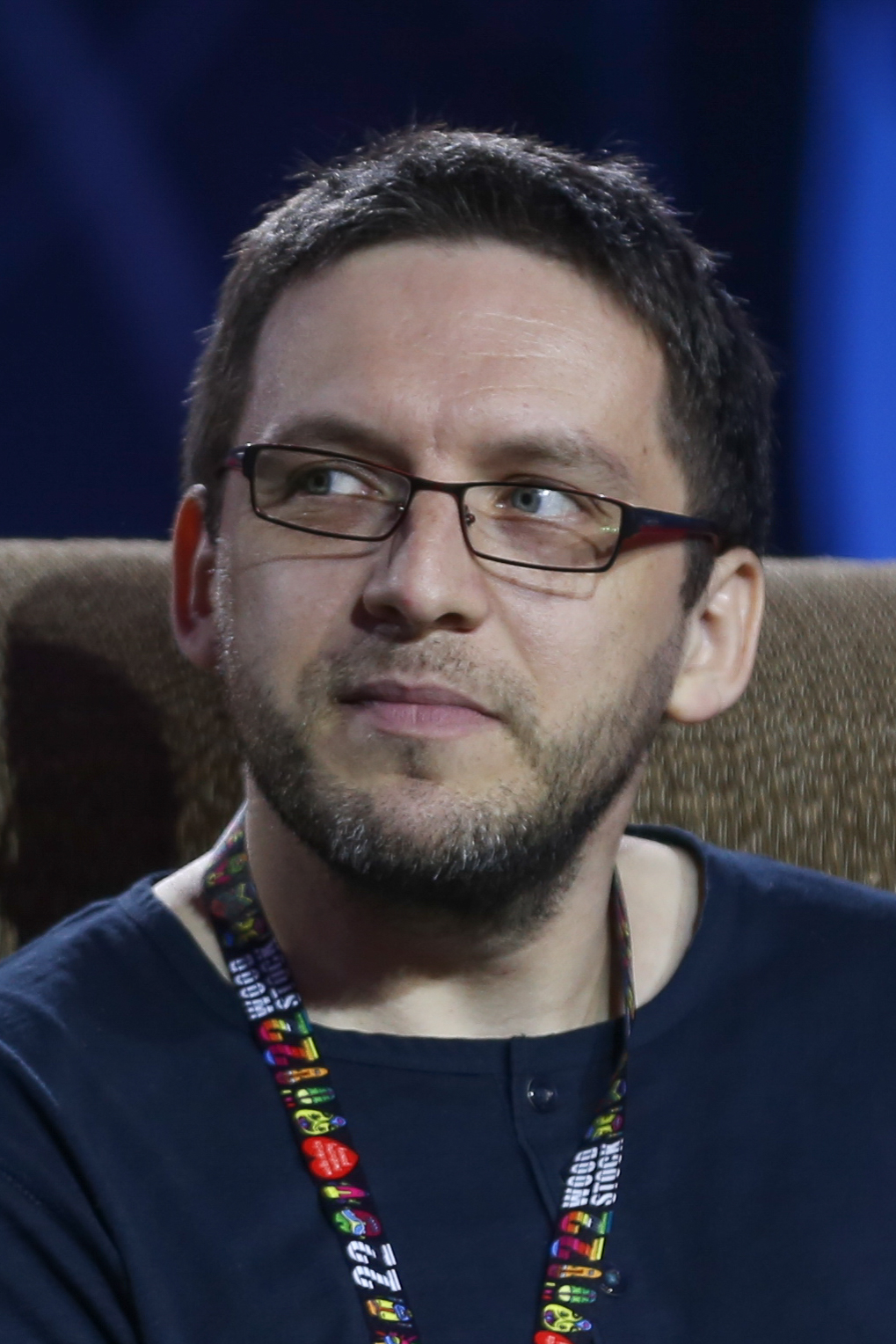
Leszek Bodzak, jeden z producentów filmu

Żeby nie było śladów powstało w wytwórni Aurum Film, a jego producentami byli Leszek Bodzak i Aneta Hickinbotham. W charakterze koproducentów udział wzięły wytwórnie: Canal+ Polska; francuskie Les Contes Modernes, Arte France, Auvergne-Rhone-Alpes Cinema; czeskie Background Films, Magic Lab i Česká televize; wreszcie Mazowiecki i Warszawski Fundusz Filmowy. Film otrzymał dofinansowanie z Polskiego Instytutu Sztuki Filmowej w wysokości 1 miliona złotych, przy szacowanym budżecie 11 milionów złotych.
Za kanwę filmu posłużył głośny reportaż Cezarego Łazarewicza pod tym samym tytułem (2016), poświęcony zabójstwu młodzieńca Grzegorza Przemyka przez funkcjonariuszy komunistycznej Milicji Obywatelskiej, którzy uniknęli za swój czyn faktycznej odpowiedzialności karnej. Reżyser Jan P. Matuszyński, który zainteresował się reportażem Łazarewicza, postanowił utrzymać planowany film w konwencji amerykańskiego Nowego Hollywood z lat 70. XX wieku, nawiązując przede wszystkim do Wszystkich ludzi prezydenta (1976) Alana J. Pakuli, Rozmowy (1974) Francisa Forda Coppoli oraz Trzech dni Kondora (1975) Sydneya Pollacka. Jednocześnie, jak stwierdził Bodzak, celem twórców było uniknięcie konwencji „kina z tezą, à la Oliver Stone”, na rzecz stopniowego, możliwie obiektywnego dochodzenia do prawdy. Scenariusz na podstawie reportażu napisała Kaja Krawczyk-Wnuk.

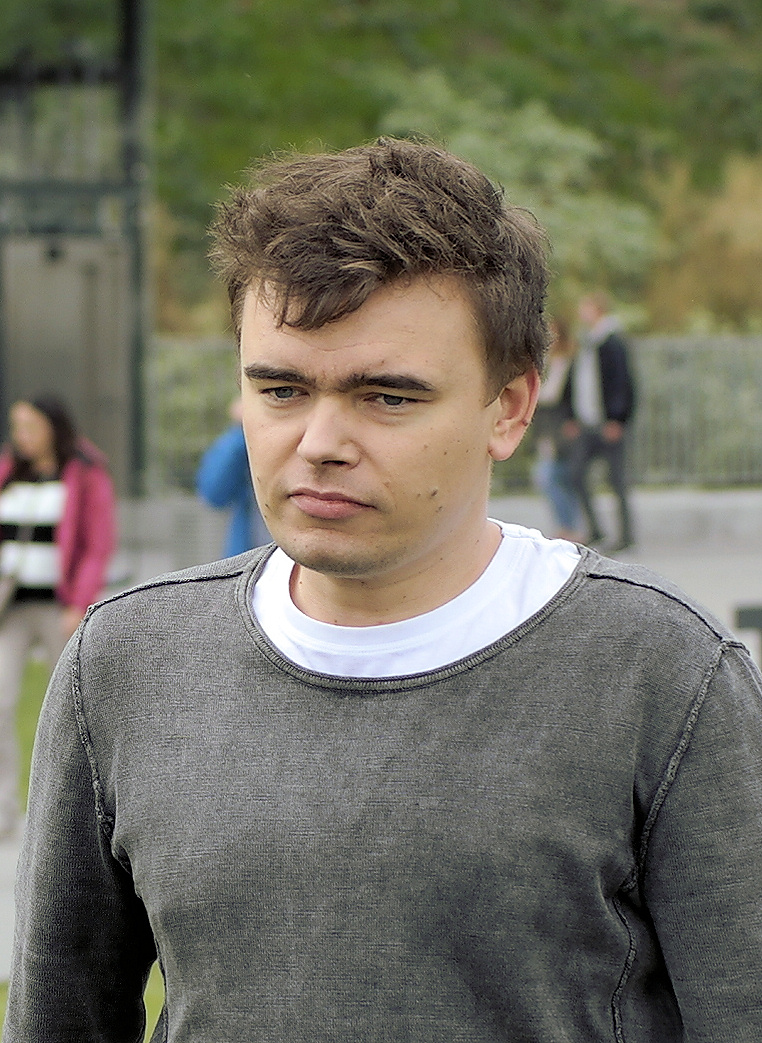
Jan P. Matuszyński, reżyser filmu

Główna rola męska świadka morderstwa przypadła Tomaszowi Ziętkowi, znanemu wcześniej z ról w Cichej nocy (2017) Piotra Domalewskiego i Bożym Ciele (2019) Jana Komasy. Natomiast w głównej roli żeńskiej Barbary Sadowskiej, poetki i matki Grzegorza Przemyka, wystąpiła Sandra Korzeniak, kojarzona dotąd z rolą Marilyn Monroe w spektaklu Persona. Tryptyk/Marilyn Krystiana Lupy. Jak sama Korzeniak przyznała, niewiele wiedziała o swojej bohaterce przed angażem do roli, lecz stopniowo odkrywała jej losy na nowo: „Czułam, jakbym wyciągała z czeluści kogoś straconego, zaginionego”.
Zdjęcia kręcono w Warszawie, Konstancinie-Jeziornie, Ostrołęce, Jadwisinie i Sosnowcu. Realizatorem zdjęć był Kacper Fertacz, którego styl filmowania – jak opisał recenzent „Variety” – „maluje duszny, opresyjny klimat polityczny lat 80. [XX w.] w rozmazanych cieniach i herbacianych brązach”. Montażem materiału filmowego zajął się stały współpracownik Matuszyńskiego, Przemysław Chruścielewski. Muzykę do Żeby nie było śladów skomponował francuski muzyk Ibrahim Maalouf.

## Dystrybucja
Światowa premiera Żeby nie było śladów odbyła się 8 września 2021 roku na 78. Międzynarodowym Festiwalu Filmowym w Wenecji. 24 września 2021 roku rozpoczęła się dystrybucja kinowa filmu w Polsce.
W 2022 roku rozpoczęto rozpowszechnianie filmu Matuszyńskiego na płytach DVD i Blu-ray. Dystrybutorem Żeby nie było śladów była spółka Kino Świat. Wersja DVD zawierała materiały dodatkowe (zwiastun filmu, dokumentację kulis produkcji, komentarz twórców, galerię zdjęć z planu), a także możliwość odtwarzania w audiodeskrypcji oraz udźwiękowienie Dolby Digital 5.1 i 2.0.

## Odbiór

### Frekwencja kinowa i opinie widzów
Początkowo frekwencja kinowa Żeby nie było śladów była bardzo niska. W ciągu tygodnia od premiery kinowej film obejrzało zaledwie 7 tysięcy widzów. Dopiero po miesiącu utwór Matuszyńskiego zgromadził zauważalną widownię (128 tysięcy widzów), wchodząc do pierwszej dziesiątki najchętniej oglądanych filmów polskich w box offisie.
Widownia polska oceniała film bardzo dobrze. Według raportu Polskiego Instytutu Sztuki Filmowej badani widzowie przyznali Żeby nie było śladów przeważnie ocenę „wybitny, znakomity” (średnia 89 na 100 punktów). Raport wskazywał, że „widzowie bardzo wysoko ocenili tematykę filmu, dobór i grę aktorów oraz reżyserię”, a sam film na poziomie emocjonalnym „został odebrany jako przykład kina mocnego i poruszającego ważną tematykę – ciekawy i wciągający obraz”.
Poza Polską Żeby nie było śladów nie zdobył dużej popularności. Największym powodzeniem za granicą film cieszył się we Francji (kraju koproducenta), gdzie po premierze 4 maja 2022 roku zanotowano wpływy w wysokości około 82 tysięcy dolarów, a film obejrzało około 28 tysięcy widzów. Wpływy z biletów po premierze w Wielkiej Brytanii (październik 2022) wyniosły 4245 dolarów, a w Portugalii – 3061 dolarów. Szacowane przychody z biletów kinowych według portalu Box Office Mojo wyniosły łącznie około 483 tysięcy dolarów.

### Recenzje

#### Polska
Janusz Wróblewski z tygodnika „Polityka” interpretował Żeby nie było śladów jako pozbawioną martyrologii opowieść na miarę greckiej tragedii, odtwarzającą „metody zastraszania, sposoby inwigilacji, warunki marnego życia”. Adriana Prodeus w recenzji dla magazynu „Vogue” pisała, że „Matuszyński włożył ogrom pracy w oddanie realiów epoki. Zdjęcia SB łudząco przypominają te, na których śledzono figurantów. Mnóstwo jest smaczków z lat 80.”. Zdaniem Prodeus film można jednak odczytywać w kluczu współczesnym, jako nawiązanie do rzeczywistości roku 2019:
Tylko w zeszłym miesiącu polska policja „podczas interwencji” zabiła trzech młodych chłopców: pałując do obrzęku mózgu 29-letniego Polaka w jego mieszkaniu, gdzie chciał popełnić samobójstwo, dusząc 32-letniego Polaka pod blokiem, do którego policję wezwała matka w obawie, że jest naćpany, oraz stosując obie te metody plus rażenie gazem wobec 25-letniego Ukraińca na izbie wytrzeźwień. […] Kiedy kończy się seans na Lido, zalewa nas słoneczne światło i uderza myśl „W jakim kraju żyję?”
Z opiniami takich krytyków jak Prodeus nie zgadzał się Michał Piepiórka z „Czasu Kultury”. Zdaniem Piepiórki twórcy filmu nie mieli intencji, by „zrównywać śmierć Przemyka ze współczesnym pałowaniem ludzi na różnego rodzaju demonstracjach. Pewne porównania mogą się, rzecz jasna, bezwolnie pojawić w głowie oglądającego, ale twórcy uczynili zbyt wiele w kwestii realizmu, by móc uznać opowiadaną historię za podobną do tego, co dzieje się obecnie”.
Krytyce podlegał zbyt długi metraż filmu. Ewa Stępień z magazynu „Elle” twierdziła, że „potworność i beznadziejność trwa z nami do końca, do ostatnich minut produkcji. Tutaj nie ma oddechu”. Według Prodeus „seans ponad dwuipółgodzinny jest tak sążnisty, że może wydawać się kolubryną. Wręcz widać momenty, gdzie mogłyby kończyć się kolejne półgodzinne odcinki”. Łukasz Muszyński w recenzji dla Filmwebu twierdził, że „długi, blisko trzygodzinny metraż części widzów z pewnością wyda się wyzwaniem porównywalnym do wspinaczki na Giewont”, ale mimo to przyznawał, że reżyser „powolutku, z żelazną konsekwencją rozwija kolejne wątki”. Innego zdania był Kamil Walczak, który w recenzji dla portalu Filmawka przekonywał, że „natłok wydarzeń i pędząca narracja są najzwyczajniej w świecie przytłaczające i męczące”. Marcin Prymas wtórował temu głosowi, twierdząc, iż film Matuszyńskiego to „rozciągnięta do gigantycznych rozmiarów, najdroższa i najbardziej pieczołowicie wykonana w historii rekonstrukcja zdarzeń na potrzeby programu Wołoszańskiego czy innego dokumentu”.
Kontrowersje budził także przerysowany portret prokurator Wiesławy Bardon. O ile Stępień chwaliła kreację Aleksandry Koniecznej w roli Bardon, o tyle Prodeus twierdziła, że ta postać – „kreatura w ludowym przebraniu, cyniczna i głupia, która zostaje tępym narzędziem władzy, by znęcać się nad świadkiem i robić z siebie widowisko” – jest ucieleśnieniem mizoginii filmu. Z jednoznacznymi pochwałami spotkał się natomiast szereg innych ról: Łukasz Muszyński pozytywnie ocenił kreację Jacka Braciaka w roli ojca Popiela, a zdaniem Dawida Muszyńskiego z portalu NaEkranie.pl Ziętek w roli Jurka Popiela „udowadnia, że czas, w którym grał postaci drugoplanowe, bezpowrotnie minął”. Sandra Korzeniak w ocenie Anny Tatarskiej z Onetu „jako straumatyzowana, złamana, ale niezłomna […] wypada bardzo wiarygodnie”. Prodeus chwaliła też aktorów wcielających się w role partyjnych decydentów, ceniąc równocześnie dialogi: „Jesteśmy przyzwyczajeni, że rozmowy partyjniaków są suche, ponure, przygnębiające. Tu jest odwrotnie, Kaja Krawczyk-Wnuk napisała je soczyście, z przymrużeniem oka. Dialogi w gabinetach syczą od siarki dowcipu, trzaskają przewrotnością, bo spryt tych ludzi został użyty do podłych celów”.

Pewną uwagę poświęcono porównaniom filmu do książki Łazarewicza. Bartosz Żurawiecki z „Dwutygodnika” przyznał większą wartość artystyczną pierwowzorowi książkowemu: 
Twórcy filmu dość wiernie przenoszą na ekran to, co opisał Łazarewicz. Nie przenoszą jednak jednego ważnego elementu – dynamicznej, pełnej suspensu narracji Łazarewicza, który skonstruował swoją książkę jak kryminał, z wiszącym wciąż nad czytelnikiem pytaniem: „Kto zabił?”. A bez tej narracji historia staje się nagle ślamazarna i chwilami zwyczajnie nudna.
Podobną opinię wyraził Piepiórka, pisząc: „Oglądając film, można odnieść wrażenie, że autorka scenariusza Kaja Krawczyk-Wnuk każdą stronę książki czytała z nabożnym namaszczeniem, a na ekranie odtworzono każdy wątek, wszystkie relacje, tropy i odnogi sprawy”, co nie przysłużyło się zdaniem krytyka jakości filmowego scenariusza. Innego zdania był Kuba Armata z pisma „Kino”, którego zdaniem Matuszyński i Krawczyk-Wnuk z adaptacją reportażu poradzili sobie „więcej niż dobrze”.

#### Kraje anglosaskie
Recenzje Żeby nie było śladów w krajach anglosaskich były chłodne. Cath Clarke w recenzji dla „The Guardiana” przyznawała, że film jest zbyt długi, ale dodawała, iż „film wciąga nas w świat rodem z Johna le Carré – szarych biurokratów, kłębów papierosowego dymu i atmosfery moralnego rozkładu – szczegóły oddające wczesne lata 80. są naprawdę znakomite”. Wendy Ide z  „The Observera” przekonywała, iż „Matuszyński od początku napełnia film nerwową, niestabilną energią”.

Jonathan Romney z magazynu „Screen” opisywał jednak nierówną jego zdaniem obsadę aktorską:
Międzynarodowa publiczność rozpozna Tomasza Kota z Zimnej wojny jako aparatczyka, podczas gdy Braciak jest znakomity jako zbyt łatwo manipulowany ojciec Jurka, który jest oddany synowi, ale także, co okazuje się zgubne, państwu. Mniej przekonująca jest dość sztywna Sandra Korzeniak jako Barbara Sadowska, podczas gdy pełna maniery kreacja Aleksandry Koniecznej jako wyrazistej i niezwykle wrogiej prokurator niemal spycha film w stronę niezręcznej satyry społecznej.

#### Francja
Z bardziej pozytywnym odbiorem Żeby nie było śladów spotkał się we Francji. Najlepiej przyjęły go media lewicowe. Michaël Mélinard z „L'Humanité” przyznał filmowi najwyższą, pięciogwiazdkową ocenę, porównując dzieło Matuszyńskiego do filmów Kena Loacha – „konfrontujących bohaterów z kafkowskim i represyjnym systemem państwowym”. Taką samą ocenę filmowi przyznał Jean-Philippe Domecq z pisma „Positif”, twierdząc iż Matuszyński „błyskotliwie odsłania mechanizmy ochronne, dzięki którym totalitaryzm zapewnia sobie długowieczność”. Olivier Delcroix z konserwatywnego „Le Figaro” także pozytywnie ocenił Żeby nie było śladów, kojarząc filmowy nastrój paranoi z dziełami Nowego Hollywood. Jean-Marie Samocki z „Cahiers du cinéma” odczytywał film jako alegorię polityczną, która celowała „w obecne niszczenie praworządności przez rząd partii Prawo i Sprawiedliwość”. Clarisse Fabre z centrowego „Le Monde” skwitowała natomiast dzieło Matuszyńskiego jako „cierpiące na nadmiar pedagogiki”.

### Nagrody i nominacje
| Rok  | Festiwal/instytucja                                             | Nagroda                                                                        | Nominowani                                           | Wynik                           |
| ---- | --------------------------------------------------------------- | ------------------------------------------------------------------------------ | ---------------------------------------------------- | ------------------------------- |
| 2021 | 78. Międzynarodowy Festiwal Filmowy w Wenecji                   | Bisato d'Oro                                                                   | Jan P. Matuszyński                                   | Wygrana                         |
| 2021 | 78. Międzynarodowy Festiwal Filmowy w Wenecji                   | Złoty Lew                                                                      | Jan P. Matuszyński Leszek Bodzak Aneta Hickinbotham  | Nominacja                       |
| 2021 | Festiwal Polskich Filmów Fabularnych                            | Srebrne Lwy                                                                    | Jan P. Matuszyński Leszek Bodzak Aneta Hickinbotham  | Wygrana                         |
| 2021 | Festiwal Polskich Filmów Fabularnych                            | Nagroda za scenografię                                                         | Paweł Jarzębski                                      | Wygrana                         |
| 2021 | Festiwal Polskich Filmów Fabularnych                            | Nagroda Festiwali i Przeglądów Filmu Polskiego za Granicą                      | Jan P. Matuszyński                                   | Wygrana                         |
| 2021 | Festiwal Młodego Kina Wschodnioeuropejskiego w Cottbus          | Nagroda Specjalna dla najlepszego reżysera                                     | Jan P. Matuszyński                                   | Wygrana                         |
| 2021 | Festiwal Filmu Polskiego w Ameryce                              | Złote Zęby dla najbardziej interesującego filmu fabularnego                    | Jan P. Matuszyński                                   | Wygrana                         |
| 2021 | Międzynarodowy Festiwal Filmowy 3Kino w Pradze                  | Nagroda dla najlepszego filmu                                                  | Jan P. Matuszyński                                   | Wygrana                         |
| 2021 | Barć Film Festiwal w Barcinie                                   | Nagroda Publiczności                                                           | Jan P. Matuszyński                                   | Wygrana                         |
| 2022 | Amerykańska Akademia Sztuki i Wiedzy Filmowej                   | Oscar dla najlepszego filmu międzynarodowego                                   | Jan P. Matuszyński Leszek Bodzak Aneta Hickinbotham  | Kandydat polski, brak nominacji |
| 2022 | Ostend Film Festival                                            | Nagroda za najlepszy film                                                      | Jan P. Matuszyński Leszek Bodzak Aneta Hickinbotham  | Wygrana                         |
| 2022 | Ostend Film Festival                                            | Nagroda za scenografię                                                         | Paweł Jarzębski                                      | Wygrana                         |
| 2022 | Stowarzyszenie Autorów Zdjęć Filmowych                          | Nagroda PSC                                                                    | Kacper Fertacz                                       | Nominacja                       |
| 2022 | Polska Akademia Filmowa                                         | Orzeł za najlepszą drugoplanową rolę męską                                     | Jacek Braciak                                        | Wygrana                         |
| 2022 | Polska Akademia Filmowa                                         | Orzeł za najlepszy film                                                        | Jan P. Matuszyński Leszek Bodzak Aneta Hickinbotham  | Nominacja                       |
| 2022 | Polska Akademia Filmowa                                         | Orzeł za najlepszą reżyserię                                                   | Jan P. Matuszyński                                   | Nominacja                       |
| 2022 | Polska Akademia Filmowa                                         | Orzeł za najlepszy scenariusz                                                  | Kaja Krawczyk-Wnuk                                   | Nominacja                       |
| 2022 | Polska Akademia Filmowa                                         | Orzeł za najlepsze zdjęcia                                                     | Kacper Fertacz                                       | Nominacja                       |
| 2022 | Polska Akademia Filmowa                                         | Orzeł za najlepszą scenografię                                                 | Paweł Jarzębski                                      | Nominacja                       |
| 2022 | Polska Akademia Filmowa                                         | Orzeł za najlepsze kostiumy                                                    | Małgorzata Zacharska                                 | Nominacja                       |
| 2022 | Polska Akademia Filmowa                                         | Orzeł za najlepszy dźwięk                                                      | Kacper Habisiak Sebastien Crueghe Jarosław Bajdowski | Nominacja                       |
| 2022 | Polska Akademia Filmowa                                         | Orzeł za najlepszą charakteryzację                                             | Pola Guźlińska                                       | Nominacja                       |
| 2022 | Polska Akademia Filmowa                                         | Orzeł za najlepszą główną rolę męską                                           | Tomasz Ziętek                                        | Nominacja                       |
| 2022 | Polska Akademia Filmowa                                         | Orzeł za najlepszą główną rolę kobiecą                                         | Sandra Korzeniak                                     | Nominacja                       |
| 2022 | Polska Akademia Filmowa                                         | Orzeł za najlepszą drugoplanową rolę kobiecą                                   | Aleksandra Konieczna Agnieszka Grochowska            | Nominacja                       |
| 2022 | Festiwal Filmowy „Script Fiesta” w Warszawie                    | Nagroda Główna w konkursie na najlepszy scenariusz polskiego filmu fabularnego | Kaja Krawczyk-Wnuk                                   | Wygrana                         |
| 2022 | „Tele Tydzień”                                                  | Telekamera dla produkcji roku                                                  | Jan P. Matuszyński Leszek Bodzak Aneta Hickinbotham  | Wygrana                         |
| 2022 | Fundacja im. Weroniki Migoń                                     | Nagroda im. Weroniki Migoń                                                     | Piotr Bartuszek                                      | Nominacja                       |
| 2022 | The New York Polish Film Festival                               | Nagroda „Ponad Granicami” im. Krzysztofa Kieślowskiego                         | Jan P. Matuszyński                                   | Wygrana                         |
| 2022 | Festiwal Aktorstwa Filmowego im. Tadeusza Szymkowa we Wrocławiu | Złoty Szczeniak za pierwszoplanową kreację aktorską męską                      | Tomasz Ziętek                                        | Wygrana                         |
| 2022 | Festiwal Aktorstwa Filmowego im. Tadeusza Szymkowa we Wrocławiu | Złoty Szczeniak za drugoplanową kreację aktorską kobiecą                       | Aleksandra Konieczna                                 | Wygrana                         |
| 2022 | Festiwal Aktorstwa Filmowego im. Tadeusza Szymkowa we Wrocławiu | Złoty Szczeniak za drugoplanową kreację aktorską męską                         | Jacek Braciak                                        | Wygrana                         |